# ロレーナ・オチョア
ロレーナ・オチョア・レジェス（Lorena Ochoa Reyes, 1981年11月15日 - ）は、メキシコ・グアダラハラ出身の女子プロゴルファー。
当地のプロゴルファーとして、世界のトップレベルに躍進した最初の選手になる。2007年4月23日、女子ゴルフ世界ランキングでアニカ・ソレンスタムを抜いて世界ランキング1位になり、同年の全英女子オープンゴルフでメジャー大会初優勝を飾った。

## 来歴
5歳からゴルフを始める。オチョアはアリゾナ大学在学中に12のアマチュア・タイトルを獲得したが、2001年から2002年にかけてNCAA主催の大会で「8連勝」の最多記録を樹立し、2003年に前年度の最優秀アマチュア選手に贈られる「ナンシー・ロペス賞」を受賞している。同年にプロ入り。2004年5月16日、「フランクリン・アメリカン・モーゲージ選手権」でLPGAツアー初優勝を飾り、3ヶ月後の8月29日に「ワコビアLPGA選手権」でも優勝して、年間2勝を挙げる。2005年は6月の「ウェグマンズ・ロチェスターLPGA」大会で優勝があるが、予選落ちも3回あった。
2006年から女子ゴルフにも世界ランキングが導入され、オチョアは世界ランキング7位からスタートした。同年の女子ゴルフメジャー第1戦「クラフト・ナビスコ選手権」で、オチョアは初日に62（10アンダー）を出して首位スタートを切ったが、最終日にカリー・ウェブとのプレーオフに敗れ、2位に終わる。この後、「LPGA武富士クラシック」と5月の「サイベース・クラシック」で優勝。女子ゴルフメジャー最終戦・全英女子オープンの開幕直前に、世界ランキングの算定方法変更が正式に決定され、獲得ポイントを出場試合数で割り算する平均点方式に加えて、試合数の少ない選手でも「すべて35で割り算する」と発表された。全英女子オープンで4位に入ったオチョアは、この新方式によりミシェル・ウィーに代わって世界ランキング2位となった。（それまで2位だったウィーは7位に後退した。）この年はLPGAツアーで年間6勝を挙げ、出場25大会中20大会でベスト10に入った。これでオチョアの年間獲得賞金は「259万2,872ドル」となり、初めてLPGAツアーの賞金ランキング1位（賞金女王）になった。
2007年4月23日付の女子ゴルフ世界ランキングで、オチョアは初めてアニカ・ソレンスタムを抜いて世界1位になった。 同年8月2日-5日、女子ゴルフメジャー大会最終戦の全英女子オープンゴルフが、初めてセント・アンドルーズのR&Aゴルフクラブで開かれた。オチョアは初日から首位を走り、4日間通算 5 アンダーパー（-5, 287ストローク）でメジャー大会初優勝を達成した（セント・アンドルーズのオールド・コースは、男子のトーナメントではパー72であるが、同コースで初開催となる女子トーナメントでは「パー73」で競技を実施した）。2009年12月にアエロメヒコ航空の幹部役員と結婚（オチョアは初婚、男性には離婚歴があり3子がいる）。
2010年4月19日に電撃的に引退を発表。4月23日に引退会見を行い「自分がモチベーションを感じず、新しい生活を始めたいと思っていることに気付いた」と引退理由について語り、5月に行われたトレスマリアス選手権に出場したのを最後に競技の第一線を退いた。ただし今後も自らがホステスプロとなるロレーナ・オチョア招待など一部のトーナメントには出場する意向である。

## 備考
オチョアはLPGAゴルフ殿堂の現役競技者部門において、2007年の全英女子オープン優勝で「メジャー1勝」、2008年にメキシコで行われたコロナ選手権で「27ポイント獲得」の条件をクリアしており、現役を続行していれば2012年にも残る「ツアー参加10年」の条件を満たして殿堂入りとなるはずだった。しかし、前述の通り2010年に現役を引退したため、当時のルールによるとLPGA部門での殿堂入りの可能性はなくなっていた。
2015年選考分から殿堂入り資格が改訂され、女性競技者部門での殿堂入りの可能性が復活し、最終的に2017年に殿堂入りが認められた。

## ツアー優勝歴

### LPGA
- 2004年：フランクリン・アメリカン・モーゲージ選手権、ワコビアLPGAクラシック
- 2005年：ウェグマンズLPGAロチェスター
- 2006年：LPGA武富士クラシック、サイベース・クラシック、ウェンディーズ・チャンピオンシップ・フォー・チルドレン、コロナ・モレリア選手権、サムスン世界選手権、ミッチェル・カンパニー・トーナメント・オブ・チャンピオンズ
- 2007年：セーフウェイ・インターナショナル、サイベース・クラシック、ウェグマンズLPGA、全英女子オープン、CNカナディアン女子オープン、セーフウェイ・クラシック、サムスン世界選手権、ADT選手権
- 2008年：HSBC女子チャンピオンズ、クラフト・ナビスコ選手権、コロナ選手権、ギン・オープン、サイベース・クラシック、ナビスターLPGAクラシック
- 2009年：ホンダLPGAタイランド、コロナ選手権、ナビスターLPGAクラシック